# Pallacanestro ai XVIII Giochi del Commonwealth - Torneo femminile
Il torneo di pallacanestro femminile ai XVIII Giochi del Commonwealth si è svolto dal 16 al 23 marzo 2006, nelle città australiane di Bendigo, Traralgon, Geelong, Ballarat, con fase finale a Melbourne.

## Risultati

### Group A
| Team        | V - P | PF - Ps   | Diff | Pts |
| ----------- | ----- | --------- | ---- | --- |
| Australia   | 3 - 0 | 303 - 115 | +188 | 6   |
| Inghilterra | 2 - 1 | 231 - 198 | +35  | 5   |
| India       | 1 - 2 | 161 - 262 | −101 | 4   |
| Mozambico   | 0 - 3 | 126 - 246 | −120 | 3   |

| Traralgon 16 marzo 2006 | Australia | 146 – 46 (41-6, 31-14, 33-10, 41-16) | India | Traralgon Sports Stadium |

| Bendigo 18 marzo 2006 | Mozambico | 46 – 84 (16–22, 6–22, 11-20, 13-20) | Inghilterra | Bendigo Stadium |

| Ballarat 18 marzo 2006 | Inghilterra | 46 – 84 (25-19, 38-16, 11-6, 30-16) | India | Ballarat Minerdome |

| Bendigo 19 marzo 2006 | Mozambico | 26 – 104 (7-21, 3-20, 12-33, 4-30) | Australia | Bendigo Stadium |

| Geelong 19 marzo 2006 | Australia | 95 – 43 (21-17, 26-11, 22-8, 26-7) | Inghilterra | Geelong Arena |

| Ballarat 20 marzo 2006 | India | 58 – 54 (13-15, 15-9, 18-16, 12-14) | Mozambico | Ballarat Minerdome |

### Group B
| Team          | V - P | Pf - Ps   | Diff | Pts |
| ------------- | ----- | --------- | ---- | --- |
| Nuova Zelanda | 3 - 0 | 313 - 156 | +157 | 6   |
| Nigeria       | 2 - 1 | 236 - 194 | +42  | 5   |
| Malaysia      | 1 - 2 | 242 - 275 | −33  | 4   |
| Malta         | 0 - 3 | 156 - 281 | −125 | 3   |

| Traralgon 17 marzo 2006 | Nuova Zelanda | 58 – 54 (30-14, 29-11, 34-16, 34-6) | Malta | Traralgon Sports Stadium |

| Bendigo 17 marzo 2006 | Malaysia | 67 – 97 (18-17, 21-27, 15-24, 13-29) | Nigeria | Bendigo Stadium |

| Geelong 19 marzo 2006 | Malta | 44 – 86 (11-17, 11–24, 15-19, 7-26) | Nigeria | Geelong Arena |

| Bendigo 19 marzo 2006 | Nuova Zelanda | 44 – 86 (26-14, 29-14, 33-12, 25-16) | Malaysia | Bendigo Stadium |

| Ballarat 20 marzo 2006 | Malaysia | 68 – 65 (11-17, 13–15, 24-18, 20-15) | Malta | Ballarat Minerdome |

| Bendigo 20 marzo 2006 | Nigeria | 53 – 83 (15-13, 5-21, 18-24, 15-25) | Nuova Zelanda | Bendigo Stadium |

### Semifinali
- 5º - 8º posto

| Melbourne 21 marzo 2006 | India | 80 – 47 (24-14, 17-13, 20-15, 19-5) | Malta | Melbourne Multi Purpose Venue |

| Geelong 21 marzo 2006 | Mozambico | 80 – 70 (22-14, 27-10, 13-27, 18-19) | Malaysia | Geelong Arena |

- 1º - 4º posto

| Melbourne 20 marzo 2006 | Australia | 53 – 83 (33-5, 16-10, 30-16, 26-18) | Nigeria | Melbourne Multi Purpose Venue |

| Melbourne 21 marzo 2006 | Inghilterra | 67 – 74 (13-19, 16-19, 23-23, 15-13) | Nuova Zelanda | Melbourne Multi Purpose Venue |

### Finali
- 7º - 8º posto

| Melbourne 22 marzo 2006 | Malta | 59 – 63 (14-11, 12-19, 21-14, 12-19) | Malaysia | Melbourne Multi Purpose Venue |

- 5º - 6º posto

| Melbourne 22 marzo 2006 | India | 59 – 63 (10-23, 12–9, 5-19, 17-19) | Mozambico | Melbourne Multi Purpose Venue |

- 3º - 4º posto

| Melbourne 23 marzo 2006 | Nigeria | 59 – 63 (17-16, 13-20, 16-19, 29-23) | Inghilterra | Melbourne Multi Purpose Venue |

- 1º - 2º posto

| Melbourne 23 marzo 2006 | Australia | 59 – 63 (23-11, 15-8, 22-6, 17-14) | Nuova Zelanda | Melbourne Multi Purpose Venue |

## Classifica
| Argento | Australia     |
| Argento | Nuova Zelanda |
| Bronzo  | Inghilterra   |
| 4.      | Nigeria       |
| 5.      | Mozambico     |
| 6.      | India         |
| 7.      | Malaysia      |
| 8.      | Malta         |